# Unidades municipales de Paraná

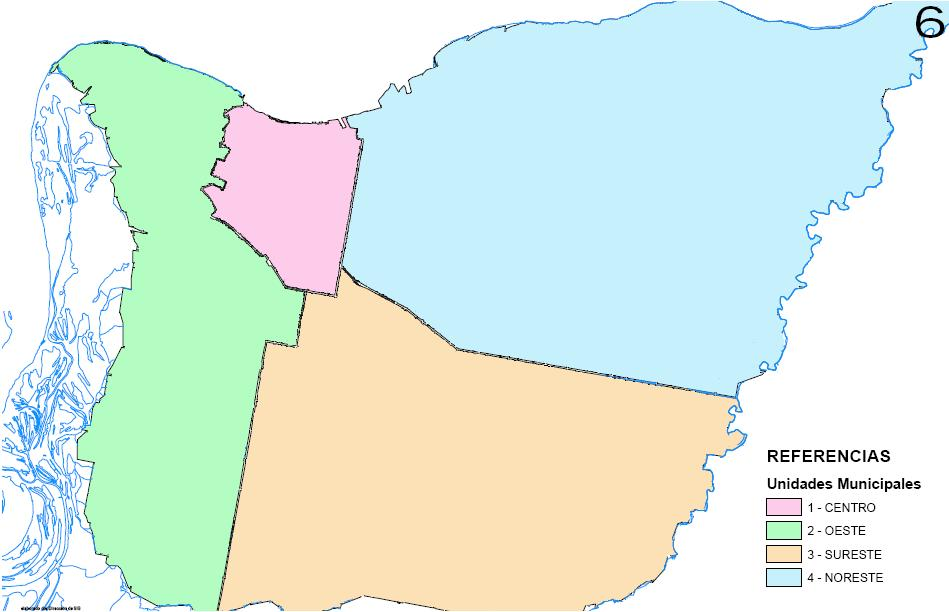
En rosado UM1 Centro, en verde UM2 Oeste, en amarillo UM3 Sudeste y en celeste UM4 Noreste. En la foto no se puede ver a la UM Costa y UM Sur.

El ejido del municipio de la ciudad de Paraná, Entre Ríos, Argentina está descentralizado en seis unidades municipales (UM) o distritos. 
El decreto municipal n.º 204/2009 del 13 de marzo de 2009 creó cuatro unidades municipales: Unidad Municipal Número 1 (Distrito Centro), Unidad Municipal Número 2 (Distrito Oeste), Unidad Municipal Número 3 (Distrito Sureste), y Unidad Municipal Número 4 (Distrito Noreste).
El 3 de junio de 2014 por el decreto municipal n.º 1001/2014 se creó la Unidad Municipal Distrito Sur, separada de las 2 y 3. Su zona de competencia es: al norte, las calles Gral. Sarobe y O’Higgins (ambas aceras), al sur. el límite del ejido urbano de la ciudad de Paraná; al este, la Avda. Pedro Zanni (ambas aceras); y al oeste, el límite con la zona de bañados de la costa del río Paraná.
El decreto municipal n.º 264/2015 delimitó la Coordinación General de Borde Costero, dependiente de la Secretaría de Medio Ambiente, quedando bajo la órbita de su competencia los balnearios y playas de Bajada Grande, Municipal y Thompson, el Islote Municipal y la Costanera Baja desde el Paseo Anacleto Llosa hasta la oficina de Turismo de la Municipalidad, en la intersección de las Calles Laurencena y Juan de San Martín. Es repartición es también conocida como Unidad Municipal Número 5 Borde Costero, aunque no lo es de igual manera que las demás.
Se les denomina como "Unidades Municipales" a los distintos equipos de trabajos (recolección de residuos, poda de árboles, limpieza de calles, etc.) Cada unidad Municipal abarcan los siguientes barrios: 

## Unidad Municipal N.º 1 (Distrito Centro)
Ubicación: Calle Montevideo Nº 356
- 33 Orientales
- Carlos Pellegrini
- Centro
- Centro Cívico
- Consejo (Cuadrilatero de Av. Ramírez, Av. Don Bosco, Fraternidad y 3 de Febrero)
- El Morro (Incluye un asentamiento -Villa de emergencia-)
- Florida
- Italia
- La Santiagueña
- Las Flores
- Maccarone (Villa de emergencia)
- María Auxiliadora
- Microcentro
- Parque
- Pdte. Roque Sáenz Peña
- Puerto Nuevo
- Puerto Sánchez (Villa de emergencia)
- San Martín Este (Triangular de Av. Ramírez-D. J. Álvarez-Av. Almafuerte)
- Thompson
- Villa Almendral (Villa de emergencia)
- Villa Yatay

## Unidad Municipal N.º 2 (Distrito Oeste)
Ubicación: Avenida Pronunciamiento Nº 624
- 3 de febrero -Subbarrio-
- 17 de Febrero -Subbarrio-
- A.M.M.Y.C. (40 Viviendas) -Subbarrio-
- Allotati (Incluye un asentamiento -Villa de emergencia-)
- Altos de Ituzaingó -Subbarrio-
- Anacleto Medina Norte -Subbarrio- (Incluye un asentamiento -Villa de emergencia-)
- Anacleto Medina Sur -Subbarrio- (Incluye un asentamiento -Villa de emergencia-)
- Antártida Argentina -Subbarrio-
- Antonini
- Bajada Grande (Incluye un asentamiento -Villa de emergencia-)
- Balbi -Subbarrio- (Villa de emergencia)
- Bartolomé Mitre
- C.G.T. II (90 Viviendas) -Subbarrio-
- Barranca Oeste -Subbarrio-
- Brisas del Oeste -Subbarrio-
- Cáritas (Villa de emergencia)
- CO.VE.FLO. -Subbarrio-
- Croacia Norte
- Croacia Sur (Villa de emergencia)
- Cuarteles
- El Sol I -S -Subbarrio-ubbarrio-
- El Sol II -Subbarrio-
- El Progreso -Subbarrio-
- Elpidio González
- FO.NA.VI. Segundo Sombra  -Subbarrio-
- Francisco Ramírez (Incluye un asentamiento -Villa de emergencia-)
- Franzotti -Subbarrio-
- Gaucho Rivero -Subbarrio-
- Giacchino (Villa de emergencia)
- Humito (Villa de emergencia)
- Kilómetro 3 (Villa de emergencia)
- La Delfina
- La Floresta -Subbarrio-
- Las Flores (Villa de emergencia)
- Leopoldo Lugones
- Libertad -Subbarrio- (Villa de emergencia)
- Malvinas Argentinas (Villa de emergencia)
- Manuel Belgrano (Villa de emergencia "La Pasarela")
- Mercantil -Subbarrio-
- Mosconi I
- Mosconi III
- Mosconi Viejo (Incluye un asentamiento -Villa de emergencia-)
- Olegario Víctor Andrade
- Padre Kolbe -Subbarrio-
- Paraná XIII -Subbarrio-
- Paraná XVI (Bº Smith) -Subbarrio-
- Paraná XVIII -Subbarrio-
- Paisaje del Sudoeste -Subbarrio-
- Pirola -Subbarrio-
- Presidente Perón
- Puerto Viejo
- Puerto Viejo 2.ª Sección (Villa de emergencia)
- San Agustín
- San Agustín Centro -Subbarrio-
- San Agustín Sudoeste -Subbarrio-
- San Jorge -Subbarrio-
- San Martín Oeste (Villa de emergencia "El Volcadero")
- Santa Rita -Subbarrio-
- U.O.C.R.A. Este -Subbarrio-
- VI.CO.ER XI -Subbarrio-
- Villa 351 (Villa de emergencia)
- Villa María -Subbarrio-
- Virgen de Lourdes -Subbarrio-
- Entre otros

## Unidad Municipal N.º 3 (Distrito Sudeste)
Ubicación: Calles Confederación Argentina y Bartolomé Zapata
- 9 de Julio
- 12 de Octubre
- 14 de Febrero
- 20 de Junio
- 20 Viviendas -Subbarrio-
- 21 de Septiembre
- 46 Viviendas
- 51 Viviendas
- 53 Viviendas
- 56 Viviendas Sold. Bordón y Av. Circunvalación -Subbarrio-
- 99 Viviendas
- 144 Viviendas
- A.T.M. I
- A.T.M. II
- A.T.M. III
- A.T.M. V
- Capibá (Villa de emergencia)
- Corona Sur (Incluye un asentamiento -Villa de emergencia-)
- Corrales
- Cuenca de Unamuno
- El Radar
- General Justo José de Urquiza
- Hipódromo
- Itatí II
- Jardín Los Tilos
- Jorge Newbery Centro
- Jorge Newbery Este
- José Gazzano
- Juan Pablo II (Villa de emergencia)
- La Buena Fe
- La Nueva Esperanza
- La Perlita
- Lagos del Sur (VI.CO.ER. XIII - 130 Viviendas)
- Las Bases
- Las Heras
- Lomas del Rocamora
- Los Arenales
- Los Aromos
- Los Gobernadores
- Los Intendentes
- Los Paraísos
- Los Pinos (Al norte de Calle O'Higgins)
- Miguel David Este
- Mosconi II
- Nuestra Señora del Loreto
- Paisaje de la Colina
- Paraná II
- Paraná III
- Paraná IV
- Paraná V
- Paraná XV
- Parque
- Pdte. Arturo U. Illia
- PESIFA I
- PESIFA II
- Predolini
- Prefectura Naval Argentina
- Quintas del Triángulo
- Raúl Salás
- Rocamora I
- Rocamora II
- San Martín Este (Cuadrilatero de D. J. Álvarez-Av. Almafuerte-Div. Andes-Maciá-Av. Ramírez)
- Santa María
- Santa María del Rosario
- Unidad
- VI.CO.ER. XXXIII (167 Viviendas)
- VI.CO.ER. XXXIV (56 Viviendas A.G.M.E.R.)
- Villa Lola
- Villa Mabel
- Villa Uranga
- Entre otros

## Unidad Municipal N.º 4 (Distrito Noreste)
Ubicación: Avenida Almafuerte Nº 3465
- 1º de Julio
- 4 de Junio (Villa de emergencia)
- 25 de Mayo
- 30 de Octubre -Subbarrio-
- 41 Viviendas
- 72 Viviendas
- 78 Viviendas
- 82 Viviendas
- 120 Viviendas
- A.A.T.R.A.
- A.M.M.E.R. 300 Viviendas
- Almirante Guillermo Brown
- Altos del Paraná
- Amaneceres del Seminario
- Arroyo Culantrillo I
- Arroyo Culantrillo II  -Subbarrio-
- Arturo Jauretche
- Brisas del Este
- Cantera Yatay (Villa de emergencia)
- Circunvalación
- Ciudad de Paraná
- Ciudad Perdida
- Colinas del Seminario
- Consejo (Cuadrilarero de 3 de Febrero-Av. Don Bosco. Fraternidad-Arroyo Culantrillo)
- Consejo Este -Subbarrio-
- Dos Arroyos
- El Brete
- El Ceibo
- El Trébol
- El Túnel
- Estación Ramón A. Parera
- Guillermo Saraví
- Hernandarias
- Hijos de María (Villa de emergencia)
- Independencia
- Itatí I
- Jardín (Ex Bº Odontólogos)
- Jardín las Rosas
- José Hernández
- José Rondeau
- Juan Vucetich
- La Milagrosa
- Las Rosas
- Las Tipas
- Loma Hermosa
- Lomas del Brete
- Lomas del Golf
- Lomas del Mirador I
- Lomas del Mirador II[6]
- Lomas del Seminario
- Los Arenales (Villa de emergencia)
- Mariano Moreno
- Médico
- Municipal - Güiraldes (Villa de emergencia)
- Nuestra Señora de Fátima
- Nueva Ciudad
- Orlando Sacchetti
- Pagani
- Paisaje del Paraná
- Paraná XIV
- Paraná XX
- Paraná XXI
- Parque del Río
- Policial
- Puerto Sánchez
- Raúl Ibarra
- San Cayetano
- San José -Subbarrio-
- San Roque Nuevo
- San Roque Viejo
- Santa Cándida
- Santa Teresita
- Scapelatto
- Tiro Federal
- Toma Nueva (Villa de emergencia)
- Toma Vieja
- Tortuguitas
- Vairetti
- Universitario
- VI.CO.ER. XXVII
- VI.CO.ER. XXX (80 Viviendas)
- Villa Hermosa
- Villa Sarmiento
- Vitali
- Entre otros

## Unidad Municipal N.º 5 (Distrito Borde Costero)
Ubicación: Au. Acceso Norte S/N
No hay barrios ya que ésta Unidad Municipal es la de la costa del Río Paraná, y sólo se encarga de coordinar la costanera, el río, playas y zonas costeras.
- Islote Municipal Curupí

## Unidad Municipal N.º 6 (Distrito Sur)
Ubicación: Av. Pedro Zanni 2900
- 7 de Mayo
- 57 Viviendas
- 170 Viviendas
- 240 Viviendas
- A.T.M. VII
- A.S.S.V.E.R.
- El Perejil (Villa de emergencia)
- Gauchito Gil
- Incone
- Jorge Newbery Oeste
- Kilómetro 4 y ½
- Kilómetro 5 y ½
- Jardines del Sur (Ex C.G.T. I)
- Juan R. Báez
- Las Piedras (Villa de emergencia)
- Los Álamos I
- Los Álamos II
- Los Cerezos -Subbarrio-
- Los Lapachos
- Los Pinos (Al sur de Calle O'Higgins)
- Los Pipos
- Lomas del Sur
- Padre Kentenich
- Paracao
- Paraná I
- Paraná XXVI
- Parque Mayor
- René Favaloro
- S.E.C. I
- S.E.C. II
- San José Obrero
- Santa Lucía
- VI.CO.ER. XVI (47 Viviendas)
- VI.CO.ER. XXIX (101 Viviendas)
- Entre otros